# DKW F1000L
Il DKW F1000 L (o DKW-IMOSA F1000, poi Mercedes-Benz N1000) è un furgone di dimensioni medio-piccole prodotto dal 1963 al 1975 dalla Casa automobilistica IMOSA, succursale spagnola della tedesca DKW. Dal 1975 al 1986 fu invece prodotto con il marchio Mercedes-Benz presso lo stesso stabilimento, che però nel frattempo ebbe mutato ragione sociale in MEVOSA.

## Storia e profilo

### Genesi e debutto
All'alba degli anni sessanta del secolo scorso la Industrias del Motor S. A., meglio conosciuta come IMOSA, produceva il furgone F800 S, ennesima evoluzione del DKW Schnellaster. La fabbrica spagnola era infatti all'epoca una delle varie aziende licenziatarie dei diritti della DKW per la produzione di furgoni in loco. Tuttavia, apparve evidente che nel giro di breve tempo sarebbe stato necessario un rinnovamento di questo furgone, o meglio ancora un nuovo modello. Per questo motivo, proprio nel 1960, i vertici IMOSA presero contatti con il carrozziere italiano Fissore affinché potesse disegnare un furgone dalle linee più moderne. Per avere un punto di partenza il più possibile affidabile, il carrozziere di Savigliano (CN) si avvalse dell'esperienza di Josef Dienst, già autore delle linee del vecchio Schnellaster. Anche l'intera fase di sviluppo e messa a punto avvenne presso la fabbrica piemontese.
Il risultato fu un furgone dalle linee più moderne rispetto a quelle del precedente F800 S. Fu presentato per la prima volta al pubblico al Salone di Torino del 1963. Nacque così l'F1000 L.

### Caratteristiche
Il nuovo furgone destinato a sostituire l'F800 S era caratterizzato da un corpo vettura di maggiori dimensioni e da linee più moderne e spigolose. Le maggiori dimensioni furono date principalmente dall'aumento degli sbalzi, in particolare quello anteriore, visto che la misura dell'interasse, di appena 2.5 metri, era addirittura inferiore a quello del suo predecessore 2,750 metri). L'intero corpo vettura era solcato da due nervature che facevano il giro completo della carrozzeria, passando sotto le maniglie porta ai lati, disegnando in parte la calandra nel frontale ed una fascia nella zona posteriore entro la quale trovavano posto i piccoli fari. Analogamente, anche nella zona anteriore queste due nervature disegnavano una fascia entro cui ospitare i grossi fari di forma circolare. La calandra era inoltre costituita da un grande radiatore posto sotto i fari, che si stringeva ai due lati per far posto agli indicatori di direzione appena sotto i proiettori principali. I passaruota avevano un taglio trapezoidale, accentuato dai sottili codolini che li evidenziavano, mentre caratteristico della vista laterale era il secondo montante (per intenderci, quello dietro al montante anteriore), dalla forma a triangolo rovesciato. Nel furgone F1000 il concetto di cabina avanzata, già evidente nei precedenti Schnellaster, fu portato ad un ulteriore livello evolutivo in quanto il parabrezza quasi verticale si trovava quasi alla stessa altezza della calandra. Ciò garantiva una buona visuale della strada ed un maggiore sfruttamento dello spazio nella zona posteriore del furgone.
La struttura meccanica dell'F1000 L riprese le soluzioni tecniche del modello precedente, vale a dire il telaio a longheroni e traverse, l'avantreno a triangoli inferiori e balestra trasversale, il retrotreno a barre di torsione, l'impianto frenante a quattro tamburi, lo schema "tutto avanti" (motore anteriore e trazione anteriore), il cambio manuale a 4 marce e la frizione monodisco a secco. Il motore utilizzato fu un tricilindrico DKW a due tempi da 981 cm³, lo stesso utilizzato in Germania per la Auto Union 1000, appena pensionata proprio al momento della presentazione dell'F1000, ma anche sul piccolo fuoristrada Munga, ancora nel pieno della produzione in quella prima metà degli anni '60. Tale motore erogava una potenza massima di 40 CV, sufficienti per spingere il furgone scarico ad una velocità massima di 90 km/h.
Al suo debutto l'F1000 L era disponibile in più varianti di carrozzeria: furgone, pick-up, promiscuo, telonato, pulmino e telaio nudo. Successivamente sarebbero stati resi disponibili anche alcuni speciali allestimenti come ambulanza o pick-up con centine specifiche per il trasporto di bevande o di bombole di gas. A seconda del tipo di carrozzeria cambiava ovviamente anche la superficie utile da destinare al carico merci. Ad esempio, se la versione pick-up poteva disporre di un piano di carico pari a 6 m2, la versione furgonata, a causa dell'ingombro dei passaruota, doveva accontentarsi di 4,35 m2

### Evoluzione

#### L'era DKW
La produzione dell'F1000 L fu avviata presso lo stabilimento IMOSA di Vitoria nella Spagna settentrionale. Alla fine del 1964 la gamma si arricchì con l'arrivo della versione diesel, primo ed unico veicolo a marchio DKW ad essere equipaggiato con un motore a gasolio. Questo motore, di origine Mercedes-Benz, era l'unità OM636 da 1767 cm³, la stessa che a suo tempo aveva già equipaggiato alcuni modelli della Casa di Stoccarda, primo fra tutti la 170D del 1949 e le versioni diesel della serie W120. Il furgone F1000 così equipaggiato prese la denominazione di F1000 D: esternamente si distinse dalla versione con motore a due tempi per la presenza di una griglia aggiuntiva sopra la calandra, atta al raffreddamento del motore diesel, visto che quest'ultimo era più grosso ed ingombrante rispetto al tricilindrico. Il motore diesel montato su questo furgoncino non provenne direttamente da Stoccarda, ma fu assemblato presso lo stabilimento ENMASA di Barcellona, una filiale spagnola gravitante nell'orbita della Daimler-Benz.
Nel 1965, in contemporanea con l'acquisizione dell'Auto-Union-DKW da parte della Volkswagen, fu lanciata anche la versione F1500 D, la quale, come si evince dalla denominazione, fu disponibile unicamente con motore diesel. Il telaio di questa versione, però, non fu costruito direttamente presso la IMOSA, ma presso lo stabilimento Sicca Española, quest'ultimo appartenente comunque al piccolo impero della IMOSA.
Nel 1966 vi fu un aggiornamento al frontale, che ricevette una calandra unificata per le due motorizzazioni previste in gamma. Anche la versione con tricilindrico a due tempi ricevette quindi la griglia aggiuntiva sopra la calandra. quest'ultima prese invece lo stesso motivo a nido d'ape della griglia superiore.
Nel 1967 la versione con motore a due tempi fu tolta di produzione, lasciando campo libero alla versione a gasolio. Da quel momento in poi non vi sarebbero stati ulteriori aggiornamenti alla gamma. Il recente passaggio di proprietà dell'Auto Union-DKW aveva posto come prioritarie le operazioni di assetto del gruppo Volkswagen che entrò per il 27.5% anche nelle azioni della cosiddetta MEVOSA, nata dall'accorpamemto della IMOSA e di altri stabilimenti ad essa legati, mentre un'equivalente quota azionaria rimase nelle mani del gruppo Daimler-Benz.
L'ultimo esemplare di F1000 D uscì dalle linee di montaggio di Vitoria nel 1975, ma la sua storia non finì qui. Alla base della sua uscita di produzione non vi fu tanto la volontà di pensionarlo, quanto quella di non poter più utilizzare il marchio DKW.

#### L'era Mercedes-Benz

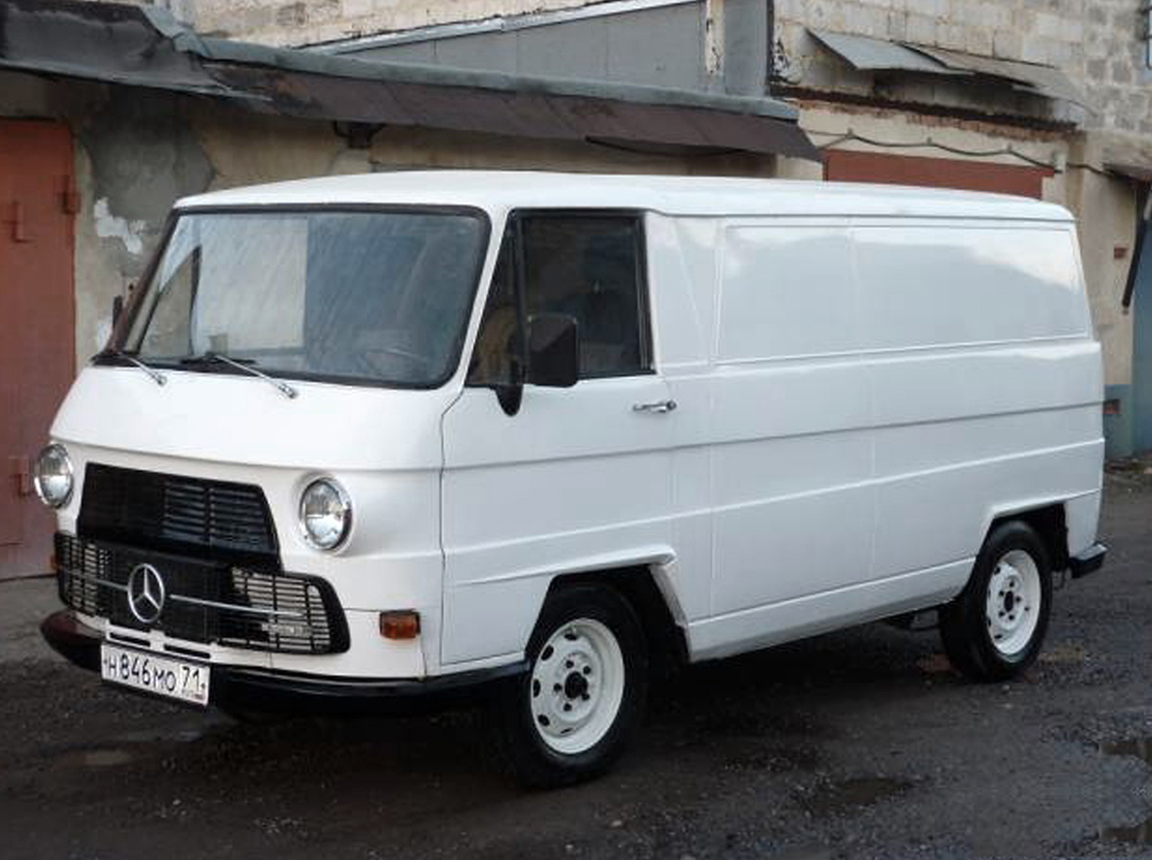
Un Mercedes-Benz N1300: evidente la sua stretta parentela stilistica e strutturale con lF1000 L

Con l'acquisizione dei marchi Auto Union e DKW, la Volkswagen avrebbe voluto destinare ad altre tipologie di produzione lo stabilimento della MEVOSA (della quale, è bene ripeterlo, era azionista al 27.5%), ma il Ministero dei Trasporti spagnolo si oppose impedendo alla Volkswagen tale iniziativa. Quest'ultima, quindi decise di tirarsi fuori dalla partecipazione alle azioni della MEVOSA. Fu quindi avviata la procedura che avrebbe portato alla liquidazione della Volkswagen da parte della Daimler-Benz e della INI (equivalente spagnolo dell'IRI italiano), un'altra società che già stava partecipando da alcuni anni al pacchetto azionario della MEVOSA. Tale procedura sarebbe stata perfezionata nel 1976. Nel frattempo, con la Daimler-Benz nuovamente al comando della gestione dello stabilimento di Vitoria, si decise di continuare con la produzione del furgone di origine DKW e di altri furgoni. Ma l'uscita di scena della Volkswagen, ormai detentrice dei marchi Auto Union e DKW, impedì alla Casa della "stella a tre punte" di continuare ad utilizzarli, per cui già a partire dal 1975, in vista dell'imminente dipartita del colosso di Wolfsburg, il furgone F1000 fu riproposto come Mercedes-Benz N1000 ed N1300, a seconda della portata massima (espressa in kg). Entrambi i modelli montavano un altro motore diesel, sempre di origine Mercedes-Benz, ma in questo caso si trattava dell'unità OM615 da 1988 cm³ con potenza massima di 55 CV.
La produzione dei furgoni N1000 ed  N1300 ebbe termine nel 1986. La loro eredità sarebbe stata ripresa due anni dopo dal furgone MB100.